# Ștefan-Radu Oprea
Ștefan-Radu Oprea (ur. 14 czerwca 1970) – rumuński polityk i menedżer, senator, w latach 2018–2019 minister ds. biznesu, handlu i przedsiębiorczości, od 2023 do 2024 minister gospodarki, przedsiębiorczości i turystyki.

## Życiorys
W latach 1989–1994 studiował na Universitatea Petrol-Gaze din Ploiești, kształcił się też w Institutul Național de Administrație (2009). Zajmował stanowiska menedżerskie w różnych spółkach z branży budownictwa, importu i transportu. Objął stanowisko wiceprezesa lokalnego oddziału organizacji przemysłowej UGIR-1903.
Zaangażował się w działalność polityczną w ramach Partii Socjaldemokratycznej, od 2010 był wiceprzewodniczącym jej struktur w okręgu Prahova, zasiadł też w krajowym zarządzie PSD. Od 2009 sprawował funkcję prefekta okręgu Prahova. W 2012, 2016 i 2020 wybierano go do Senatu.
W styczniu 2018 powołany na stanowisko ministra ds. biznesu, handlu i przedsiębiorczości w rządzie Vioriki Dăncili. Zakończył urzędowanie wraz z całym gabinetem w listopadzie 2019. W czerwcu 2023 objął urząd ministra gospodarki, przedsiębiorczości i turystyki w gabinecie Marcela Ciolacu; sprawował go do grudnia 2024. Następnie po powołaniu drugiego rządu lidera PSD został szefem kancelarii premiera; zajmował to stanowisko do 2025.